# Oxylipine
 (septembre 2022).
La mise en forme du texte ne suit pas les recommandations de Wikipédia : il faut le « wikifier ».
Les points d'amélioration suivants sont les cas les plus fréquents :
- Les titres sont pré-formatés par le logiciel. Ils ne sont ni en capitales, ni en gras.
- Le texte ne doit pas être écrit en capitales (les noms de famille non plus), ni en gras, ni en italique, ni en « petit »…
- Le gras n'est utilisé que pour surligner le titre de l'article dans l'introduction, une seule fois.
- L'italique est rarement utilisé : mots en langue étrangère, titres d'œuvres, noms de bateaux, etc.
- Les citations ne sont pas en italique mais en corps de texte normal. Elles sont entourées par des guillemets français : « et ».
- Les listes à puces sont à éviter, des paragraphes rédigés étant largement préférés. Les tableaux sont à réserver à la présentation de données structurées (résultats, etc.).
- Les appels de note de bas de page (petits chiffres en exposant, introduits par l'outil «  Source ») sont à placer entre la fin de phrase et le point final[comme ça].
- Les liens internes (vers d'autres articles de Wikipédia) sont à choisir avec parcimonie. Créez des liens vers des articles approfondissant le sujet. Les termes génériques sans rapport avec le sujet sont à éviter, ainsi que les répétitions de liens vers un même terme.
- Les liens externes sont à placer uniquement dans une section « Liens externes », à la fin de l'article. Ces liens sont à choisir avec parcimonie suivant les règles définies. Si un lien sert de source à l'article, son insertion dans le texte est à faire par les notes de bas de page.
- La présentation des références doit suivre les conventions bibliographiques. Il est recommandé d'utiliser les modèles {{Ouvrage}}, {{Chapitre}}, {{Article}}, {{Lien web}} et/ou {{Bibliographie}}. Le mode d'édition visuel peut mettre en forme automatiquement les références.
- Insérer une infobox (cadre d'informations à droite) n'est pas obligatoire pour parachever la mise en page.

Pour une aide détaillée, merci de consulter Aide:Wikification.
Si vous pensez que ces points ont été résolus, vous pouvez retirer ce bandeau et améliorer la mise en forme d'un autre article.
Les oxylipines sont une classe de lipides.

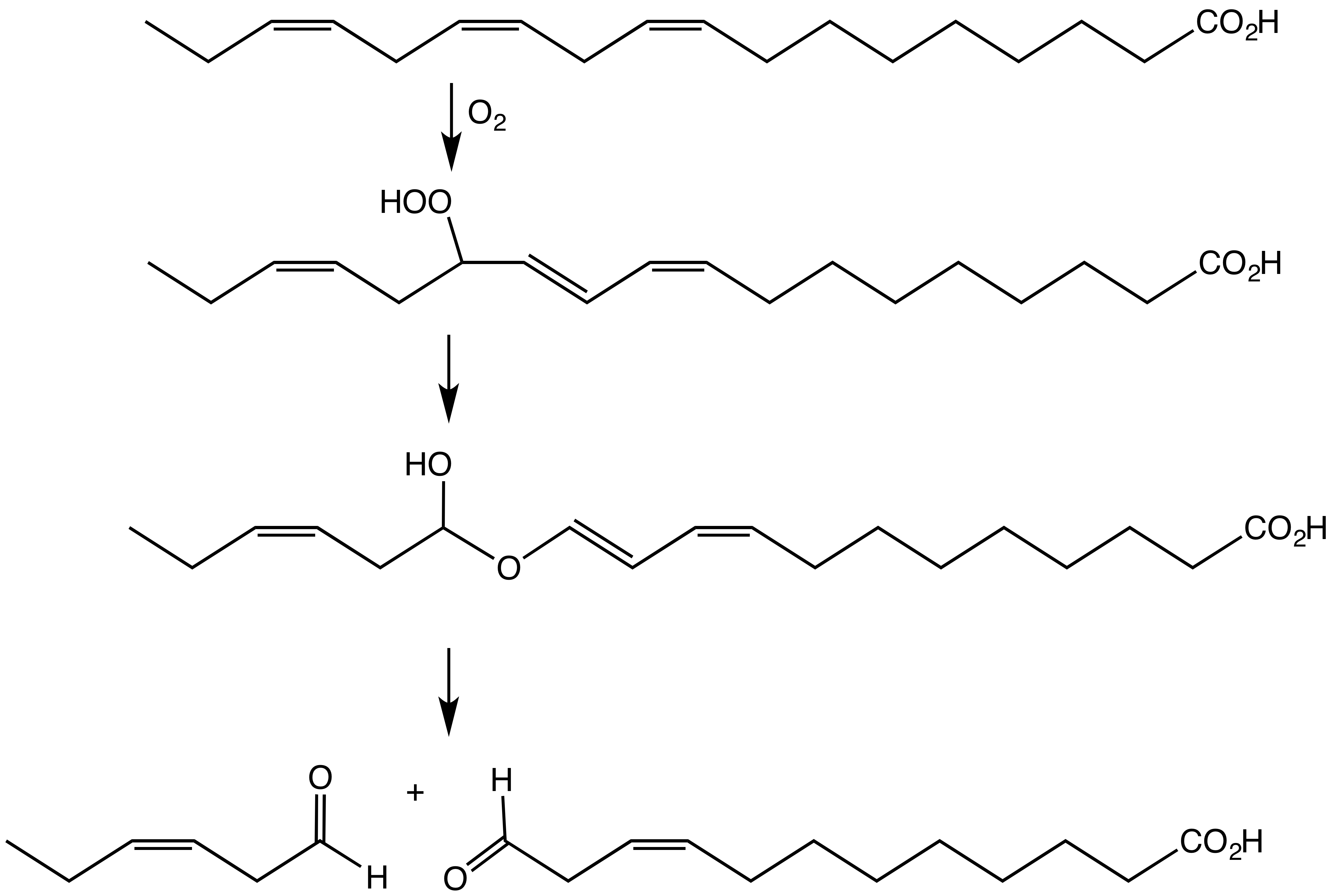
Voie de biosynthèse du GLV cis-3-hexénal à partir de l'acide linolénique. La première étape implique la formation de l'hydroperoxyde par l'action d'une lipoxygénase. Puis une hydroperoxyde lyase induit la formation de l'hémiacétal, le précurseur du GLV.

Les oxylipines sont une des sources biogéniques des composés organiques volatils issus de la dégradation oxydative d’acides gras membranaires (principalement des substances volatiles des feuilles vertes de type hexénal (en)). 
Chez les champignons, y compris les champignons comestibles ou microscopiques, des composés traumatiques sont également produits lorsque les cellules sont brisées ou lors d'une attaque de pathogènes. L'oxydation d'acides gras (notamment l'acide arachidonique) constituant des membranes cellulaires, produit des dérivés hydroxylés appelés xylipines impliqués dans les réponses au stress (régulations de gènes, activités antimicrobiennes). Parmi ces oxylipines figure un composé volatil, l'octénol,.